# روبن فونسيكا
روبن فونسيكا (بالبرتغالية: Rúben Fonseca) هو لاعب كرة قدم برتغالي في مركز الهجوم، ولد في 24 فبراير 2000 في Sanfins (Santa Maria da Feira) ‏ في البرتغال. لعب مع نادي تونديلا.

## وصلات خارجية
- روبن فونسيكا على موقع قاعدة بيانات كرة القدم.إي يو (الإنجليزية)
- روبن فونسيكا على موقع Soccerway.com (الإنجليزية)